# メール (Apple)
メールは、AppleのmacOSおよびiOS, iPadOS, watchOSに含まれる電子メールクライアントのアプリケーションである。「Mail」という名称が一般的なものであり、電子メールそのものと明確に区別をつけるために、しばしば、「Apple Mail」、または、アプリケーションバンドルの拡張子をつけた「Mail.app」と表記される。X-Mailer ヘッダでは、「Apple Mail」を名乗る。
iPhoneやiPod touch, iPadのためのiOS, iPadOSには、「メール」のモバイル版が付属している。

## 歴史
このアプリケーションの歴史は古く、NeXTSTEPで使用されていたMail.appにまで遡る。NeXTSTEPのMail.appは、GUIを備えた最も初期の電子メールクライアントである。
macOS Mailの初期のバージョンには、macOSに特徴的な機能であるドロワーと呼ばれるインタフェースが使用されていた。これは、メインのウインドウに付属したサブウインドウを、引き出しのようなギミックで表示したり隠したりするものであった。
Mac OS X v10.4 (Tiger)に含まれるMailのバージョン2.0では仕様に大幅な変更が加えられ、ドロワーは使用されなくなった。Tigerから導入されたデスクトップ検索機能のSpotlightにより、メールの全文検索が高速になるとともに、Spotlightのインタフェースを通じてメールの全文検索を行うこともできるようになった。Spotlight対応などのため、メールの保存形式が、UNIXの古いタイプの保存形式であるmboxから、emlxという形式に変更された。mboxは単一のファイルであったが、emlxはメールごとに1つ以上のファイルに分けて保存され、XMLによるメタ情報が付加されている。 Spotlightの導入により、スマートメールボックスという仮想メールボックスも導入された。これは検索条件を仮想的なメールボックスと結びつけ、名前をつけて保存しておく機能である。検索結果は動的に更新される。
Mac OS X v10.5に含まれるバージョン3ではメタリックなアピアランスが採用され、大量のテンプレートが付属するようになった。Notesと呼ばれるメモ機能や、iCalと連携するToDo管理機能、RSS読み込み機能が追加された。
Mac OS X v10.6に含まれるバージョン4では、Microsoft Exchange対応機能が追加された。
Mac OS X v10.7に含まれるバージョンは5である。大幅に改良され、iPhoneやiPadのiOS 4より搭載されたインタフェースに似ている。また、フルスクリーン対応アプリケーションである。
OS X v10.8に含まれるバージョン6では、日本語モード時の名称が日本語表記のメールとなり、iOSの同名アプリケーションと名前が揃えられた。メモ機能は、別アプリケーションの「メモ」に分離された。
OS X v10.9に含まれるバージョン7では、ASCII文字以外が含まれるメールに関してはUnicodeでエンコードされるようになり、それ以外のエンコードを指定することができなくなった。
iOS/iPadOS 14では対応の他社製メールアプリをデフォルトに変更できるようになった。iOS/iPadOS 16とmacOS Venturaではメールの送信を一定時間内であれば取り消すこともできるようになった (時間は0/10/20/30秒から選べる)。

## サポートプロトコル
- SMTP
- POP3
- IMAP

iOS版ではApple Push Notification Serviceをサポートする一方、IMAPのIDLEはサポートしていない。デスクトップ版では、IDLEをサポートしている。